# ویسووک ویلکی
ویسووک ویلکی (به لاتین: Wisłok Wielki) یک روستا در لهستان است که در گمینا کومانگچا واقع شده‌است. ویسووک ویلکی ۲۵۰ نفر جمعیت دارد.